# Суров, Алексей Борисович
Алексей Борисович Суров (13 сентября 1959, Таллин — 6 июня 2020, Санкт-Петербург) — советский и российский военачальник, начальник Нахимовского военно-морского училища (2013—2019). Контр-адмирал (2006). 

## Биография
Родился 13 сентября 1959 года в Таллине. Выпускник Нахимовского военно-морского училища 1976 года (Ленинград). В 1981 году окончил Черноморское Высшее военно-морское училище им. П. С. Нахимова. С 1981 года проходил службу на Черноморском флоте. Служил в должностях от командира БЧ-2 корабля до командира соединения ракетных кораблей. Был назначен помощником командира ракетного катера «Р-71» 295-го дивизиона 41-й бригады ракетных катеров. В 1985 году капитан-лейтенант Суров А. Б. был назначен командиром катера.
КУГ ЧФ в составе РКВП «Бора» и МРК «Мираж» под командованием капитана 2 ранга А. Сурова в 1997 году стали победителями по ракетной подготовке.
В 1989 году окончил Военно-морскую академию им. Маршала Советского Союза А. А. Гречко. В 1989 году Алексей Борисович был назначен начальником штаба, а в 1993 году — командиром 166-го дивизиона малых ракетных кораблей Черноморского флота в городе Новороссийске. Получив практику штабной работы в оперативном управлении Черноморского флота на должности старшего офицера с 1998 года по 1999 год, капитан 2 ранга А. Б. Суров был назначен начальником штаба 1-й бригады ракетных кораблей. В 2002—2006 году в звании капитана 1-го ранга был командиром 41-й бригады ракетных кораблей. Во время службы он принимал участие в испытаниях ЗРК «Кортик» и руководил испытаниями комплекса «Уран».
В декабре 2003 года — доверенное лицо кандидата на должность Президента Российской Федерации В. В. Путина.
В августе 2005 года был назначен начальником штаба — первым заместителем командира Новороссийской ВМБ. В тот период, в 2006 году, в ходе обеспечения международного саммита в городе Сочи с участием Верховного Главнокомандующего ВС РФ, руководил планированием и принимал участие в организации охранных мероприятий саммита с морского направления. В том же году ему было присвоено звание контр-адмирал. Был уволен в запас 2010 году.
С апреля 2010 года работал начальником отдела судостроения ОАО «Газфлот».
С 9 сентября 2013 года был назначен начальником Нахимовского военно-морского училища (НВМУ) в Санкт-Петербурге, которое возглавлял до 2019 года.
Неоднократный участник парадов на Красной площади в составе сводного батальона училища.
Умер в 6 июня 2020 года в Санкт-Петербурге. Похоронен в Севастополе, прощание прошло 11 июня 2022 в Усыпальнице адмиралов.

## Награды
«Заслуженный военный специалист РФ» (2004). Был награждён орденом «За военные заслуги» (1997) и многими медалями.